# Patriarh
Patriarh derivă din limba greacă πατριάρχης (patriarchēs), care înseamnă „șeful sau tatăl unei familii”, o combinație dintre πατριά (patria), care înseamnă „familie” și ἄρχειν (archein), care înseamnă „a conduce”.
Din punct de vedere istoric, patriarhul era cel care exercita o autoritate autocratică, în calitate de pater familias, asupra întregii familii (privită în sens larg, până la gradul al IV-lea). Acest sistem de autoritate familială, în care bărbații seniori conduc, se numește patriarhat.

## Vechiul Testament
Avraam, Isaac și Iacob sunt considerați cei trei patriarhi ai iudaismului. Epoca în care au trăit aceștia se numește, tradus literal din engleză, epoca patriarhilor. Cuvântul patriarh a dobândit inițial înțelesul religios în versiunea Septuaginta a Bibliei evreiești, baza Vechiului Testament la creștini.

## Scaunele patriarhale ale Bisericii
În era creștină, termenul și-a schimbat nuanța, denumind în prezent acei episcopi ai Bisericilor tradiționale (Bisericile Ortodoxe, Biserica Catolică și Bisericile Asiriene Orientale) care îi preced pe toți ceilalți în întâietate, datorită Scaunelor episcopale pe care le ocupă.

### Scaunele patriarhale tradiționale
În tabelul următor sunt cuprinse scaunele patriarhale tradiționale Pentarhia⁠(d), în ordinea lor ierarhică, cu patriarhii legitim aleși, care le ocupă. Patriarhii au fost ordonați în funcție de anul alegerii. Date fiind diversele schisme intervenite de-a lungul timpului, scaunele din Constantinopol, Alexandria, Antiohia și Ierusalim sunt ocupate simultan de mai multe persoane, fiecare aparținând unei alte comuniuni.

| Scaunul patriarhal | Patriarh | Anul alegerii            | Mențiuni |
| ------------------ | --- | ------------------------ | --- |
| Roma               | Papa Leon al XIV-lea | 2025                     | Patriarh al Occidentului. |
| Constantinopol     | Bartolomeu I Mesrob al II-lea                                                                                                   | 1991 1998                | Patriarhul ecumenic, primus inter pares al Bisericilor Ortodoxe Patriarhul armean al Constantinopolului                                                                            |
| Alexandria         | Papa Teodor al II-lea al Alexandriei Ibrahim Isaac Sidrak Patriarhul Teodor al II-lea al Alexandriei                            | 2012 2013 2004           | Patriarhul copt al Alexandriei Patriarhul catolic copt al Alexandriei Patriarhul ortodox al Alexandriei                                                                            |
| Antiohia           | Ioan al XI-lea Ignatius Zakka I Iwas Nasrallah Pierre Card. Sfeir Grigore al III-lea Laham Ignace Pierre al VIII-lea Abdel-Ahad | 1979 1980 1986 2000 2001 | Patriarhul ortodox al Antiohiei Patriarhul copt al Antiohiei Patriarhul catolic maronit al Antiohiei Patriarhul catolic melkit al Antiohiei Patriarhul catolic sirian al Antiohiei |
| Ierusalim          | Pierbattista Pizzaballa Torkom Mar Michai Teofil al III-lea                                                                     | 2020 1990 1991 2005      | Patriarhul latin (romano-catolic) al Ierusalimului Patriarhul armean al Ierusalimului Patriarhul nestorian al Ierusalimului Patriarhul ortodox al Ierusalimului                    |

### Scaunele patriarhale moderne
În tabelul următor sunt cuprinse patriarhiile moderne, adică acele patriarhii care nu sunt considerate tradiționale (instituite de apostoli), ordonate în ordine alfabetică. Acolo unde sunt mai multe scaune patriarhale, ordonarea se va face și după anul instalării, în ordine crescătoare.
| Scaunul patriarhal        | Patriarh                                        | Anul alegerii | Mențiuni                                                                       |
| ------------------------- | ----------------------------------------------- | ------------- | ------------------------------------------------------------------------------ |
| Armenia                   | Karekin al II-lea                               | 1999          | Catolicosul tuturor armenilor                                                  |
| Babilon                   | Mar Dinkha al IV-lea Emmanuel al III-lea Delly  | 1976 2003     | Patriarhul nestorian al Babilonului Patriarhul catolic caldeean al Babilonului |
| Bulgaria                  | Daniil al Bulgariei                             | 2024          | Patriarhul ortodox al Bulgariei                                                |
| Cilicia                   | Aram I Nersès Bédros al XIX-lea Tarmouni        | 1995 1999     | Catolicosul armean al Ciliciei Patriarhul catolic armean al Ciliciei           |
| Etiopia                   | Paulos                                          | 1992          | Patriarhul copt al Etiopiei                                                    |
| Eritreea                  | Antonios                                        | 2003          | Patriarhul copt al Eritreei                                                    |
| Georgia/ Gruzia           | Ilia al II-lea                                  | 1977          | Catolicosul-Patriarh al Georgiei                                               |
| Indiile de Vest (Caraibe) | vacant                                          |               | Patriarhul latin (romano-catolic) al Indiilor de Vest                          |
| Indiile de Est (India)    | Filipe Neri António Sebastião do Rosário Ferrão | 2004          | Patriarhul latin (romano-catolic) al Indiilor de Est                           |
| Lisabona                  | José da Cruz Policarpo                          | 1998          | Patriarhul latin (romano-catolic) al Lisabonei                                 |
| Moscova                   | Chiril I                                        | 2009          | Patriarhul Moscovei și al Întregii Rusii                                       |
| România                   | Daniel                                          | 2007          | Patriarhul Bisericii Ortodoxe Române                                           |
| Serbia                    | Porfirie                                        | 2020          | Patriarhul ortodox al Serbiei                                                  |
| Veneția                   | Francesco Moraglia                              | 2012          | Patriarhul latin (romano-catolic) al Veneției                                  |